# 坂田昌弘
坂田昌弘（日语：／ Sakata Masahiro，1962年8月25日—），日本男子赛艇运动员。他曾代表日本参加1990年亚洲运动会赛艇比赛，获得一枚银牌。他也曾参加1988年和1992年夏季奥林匹克运动会。